# Gobierno provisional de Hawái
El Gobierno provisional de Hawái fue proclamado el 17 de enero de 1893 por el Comité de Salvación de trece miembros bajo el liderazgo de Lorrin A. Thurston y Sanford Ballard Dole. Gobernó el Reino de Hawái después del derrocamiento de la reina Liliʻuokalani hasta que se estableció la República de Hawái el 4 de julio de 1894.

## Historia
Tras el derrocamiento del Reino de Hawái y el establecimiento del Gobierno provisional en Hawái, Lorrin A. Thurston presionó activamente para la anexión a los Estados Unidos, negociando un tratado con el presidente Benjamin Harrison, que fue enviada al Senado para su aprobación. Al mismo tiempo, la princesa Victoria Kaʻiulani fue a Washington D. C., para afirmar que el derrocamiento de la monarquía hawaiana era ilegal.
El presidente Grover Cleveland se opuso a la idea de la anexión, pues era un antimperialista en sí mismo, y se retiró del tratado negociado por el presidente Benjamin Harrison en el momento de asumir el cargo. Después de encargar el secreto Informe Blount, declaró que los EE. UU. habían utilizado indebidamente la fuerza militar y pidió el restablecimiento de la reina Liliʻuokalani. El asunto se remitió al Congreso de Cleveland después de que Sanford Dole negara las demandas de Cleveland, y el Senado de los EE. UU. celebró una nueva investigación, que culminó en el informe de Morgan, que rechaza totalmente que haya habido participación de EE. UU. en el derrocamiento. Después que de las conclusiones de esta comisión fueron presentadas, Cleveland cambió su posición, y el Gobierno provisional fue aceptado como legítimo, y rechazando las peticiones de la reina de interferir en la cuestión.
Tras el informe de Morgan, y de la Resolución Turpie en la que declaró una política de no injerencia en los asuntos de Hawái por los EE. UU., Lorrin A. Thurston y el Gobierno provisional de Hawái convocaron una convención constitucional y se estableció la República de Hawái. Este gobierno mantiene el poder hasta que los EE. UU. se anexionan Hawái en 1898.